# Ricketts, Iowa
Ricketts là một thành phố thuộc quận Crawford, tiểu bang Iowa, Hoa Kỳ. Năm 2010, dân số của thành phố này là 145 người.

## Dân số
Dân số qua các năm:
- Năm 2000: 144 người.
- Năm 2010: 145 người.